# John Beasley (Radsportler)
John Beasley sr. (* 13. Juli 1930 in Melbourne; † 31. Januar 2017) war ein australischer Radrennfahrer.

## Sportliche Laufbahn
John Beasley wurde 1947 Profi. 1950 und 1952 entschied er das Rennen Melbourne-Wangaratta für sich sowie 1950 die Meisterschaft von Victoria über 150 Meilen. 1951 gewann er die australische Meisterschaft im Straßenrennen und die Tour of the West mit einem Etappensieg.
1952 reiste Beasley gemeinsam mit den australischen Fahrern Eddie Smith, Dean Whitehorn und Peter Anthony nach Europa. Dort belegte er Platz 28 bei Paris–Nizza, woraufhin er als einziger von den Vieren als Mitglied der Mannschaft von Luxemburg an der Tour de France 1952 teilnehmen durfte. Nach einer Reifenpanne und folgenden Stürzen überschritt er das Zeitlimit und wurde nach der zweiten Etappe aus der Wertung genommen. Drei Jahre später startete er erneut in der luxemburgischen Mannschaft bei der Tour, dieses Mal gemeinsam mit seinem Landsmann Russell Mockridge, musste aber wegen einer Magenverstimmung das Rennen nach der dritten Etappe beenden. Im Jahre 2017 war er der älteste noch lebende Tour-de-France-Teilnehmer in Australien. 1952 und 1955 nahm er an den Straßen-Weltmeisterschaften teil.
Nach seiner Rückkehr nach Australien bestritt Beasley nur noch wenige Rennen in seinem Heimatland und kümmerte sich hauptsächlich um sein Fahrradgeschäft. Lange Jahre diente er der australischen Nationalmannschaft als Mechaniker, zuletzt bei den Olympischen Spielen 1984 in Los Angeles.

## Familie und Beruf
John Beasley entstammt einer Radsport-Familie. Schon sein Vater JJ Beasley war in den 1920er Jahren ein in Australien bekannter Radrennfahrer. 1919 gründete dieser in Richmond das Fahrradgeschäft Beasley Cycles, das noch heute in Footscray von der Familie geführt wird. Auch die Brüder von John, Vin und Clinton, waren Radrennfahrer.
Beasley Sohn, John Beasley jr., führt inzwischen den Familienbetrieb und ist zudem Trainer der Bahn-Nationalmannschaft von Malaysia, die unter ihm Weltklasse erlangte, seit 2025 zudem Technischer Direktor des Verbandes.(Stand 2025).